# Onoba crassicordata
Onoba crassicordata is een slakkensoort uit de familie van de Rissoidae. De wetenschappelijke naam van de soort is voor het eerst geldig gepubliceerd in 1993 door Worsfold, Avern & Ponder.